# مرسدس دی.۱
مرسدس دی. ۱ (به انگلیسی: Mercedes D.I) یک موتور هواگرد ساختِ کارخانهٔ مرسدس بنز در کشور آلمان است.